# Конотопська фортеця
Коното́пська форте́ця — оборонна споруда, що була побудована на початку XVII століття на березі річки Єзуч на місці злиття з річкою Липка в межах сучасного міста Конотоп. Протягом XVII століття слугувала прикордонним постом на кордоні між Московським князівством та Річчю Посполитою, а пізніше з Гетьманщиною.

## Значення
Конотопська фортеця стала частиною лінії прикордонних укріплень, що зводились або вдосконалювались Річчю Посполитою на кордоні з Московським князівством. Прийнято вважати, що захисне укріплення збудоване для захисту Ніжина та Борзни зі сходу.
Після завершення Хмельниччини у 1657 році стала частиною прикордонних фортець на кордоні Гетьманщини.
Після окупації Московським князівством Гетьманщини втратила своє військове значення.

## Розташування

План Конотопа, кінець XVII — початок XVIII ст.

На сьогодні точне місце розташування Конотопської фортеці не встановлено. На основі літописних даних відомо, що її засновано на мисі у місці злиття річки Єзуч та Підлипної. Остання на даний час не встановлена. За московськими джерелами вона мала назву Ізсуха, а за польськими — Малий Єзуч.

## Опис фортеці
До середині XVIII століття фортеця не мала укріплень перед містом. На польських картах Конотопська фортеця має форму квадрату з кутовими виступами.

## Історія
Перша згадка про Конотопську фортецю датується 1634 роком.
У 1652 році в фортеці сталося так зване «Конотопське диво».
У 1659 році, під час російсько-української війни 1658—1659 років витримала 70-денну облогу військами московського князівства, яка була знята після Конотопської битви.
Восени 1663 року захоплена та зруйнована польською армією під проводом Яна II Казимира. Відновлена у першій половині XVIII століття.